# Charles Simpkins
Charles Simpkins (Aiken, Carolina del Sur, Estados Unidos, 19 de octubre de 1963) es un atleta estadounidense retirado, especializado en la prueba de triple salto en la que llegó a ser subcampeón olímpico en 1992.

## Carrera deportiva
En los JJ. OO. de Barcelona 1992 ganó la medalla de plata en el triple salto, con un salto de 17.60 metros, quedando en el podio tras su compatriota el también estadounidense Mike Conley (oro con 18.17 m que fue récord olímpico) y por delante del bahameño Frank Rutherford (bronce con 17.36 m).